# Чемпіонат України з ралі 1995
Чемпіонат України з ралі 1995 – II чемпіонат з автомобільного ралі за часів незалежної України. Складався з трьох етапів, які проходили в Одесі, Києві та Херсоні. В чемпіонаті взяли участь 34 перших та 34 других пілоти, які були представниками 5 регіональних автомобільних клубів.

## Заліки та нарахування очок

### Особистий залік
Чемпіонат України з ралі 1995 року був єдиним в історії українського ралі, в якому не було абсолютного заліку – він розігрувався тільки в трьох залікових класах: 7, 8 та 12. До заліку йшли два кращих результати, показані кожним пілотом протягом чемпіонату. Очки в особистому заліку нараховувались за перші десять позицій на кожному етапі згідно наступної таблиці:
| Місце в заліку | 1  | 2  | 3  | 4  | 5 | 6 | 7 | 8 | 9 | 10 |
| Кількість очок | 20 | 15 | 12 | 10 | 8 | 6 | 4 | 3 | 2 | 1  |

Як і в попередньому чемпіонаті, в залікових класах очки набирали не окремі пілоти, а екіпажі – тобто, якщо перший пілот протягом сезону виступав з різними штурманами, всі вони посідали в фінальній турнірній таблиці те місце, яке виборов їхній перший пілот. 
Кількісних обмежень щодо мінімального кворуму пілотів в окремому заліку в чемпіонаті 1995 року не було, тому за підсумками сезону всі три класи було визнано такими, що відбулися, а їхні переможці отримали офіційне звання чемпіонів України з ралі. 

### Командний залік
В 1995 році членам територіальних автоклубів було надано право створювати під егідою клубу окремі команди. Через це в чемпіонаті 1995 року було започатковано два окремі заліки для спортивних колективів: залік територіальних клубів та залік клубних команд. До заліку йшли очки, набрані командами на всіх етапах чемпіонату.

## Календар змагань та переможці етапів
Попередній календар чемпіонату України з ралі 1995 року складався з чотирьох етапів, які мали пройти послідовно в Херсоні, Одесі, Києві та Черкасах. Втім, через проблеми з фінансуванням, черкаський етап було відмінено, а херсонський перенесено на осінь. 
| Дата        | Змагання            | Залік   | Переможці               | Переможці           | Переможці                 |
| Дата        | Змагання            | Залік   | Пілот                   | Штурман             | Автомобіль                |
| ----------- | ------------------- | ------- | ----------------------- | ------------------- | ------------------------- |
| 01-03.09    | Ралі Куяльник       | Клас 7  | Олександр Андріященко   | Анатолій Майстренко | ВАЗ-2108                  |
| 01-03.09    | Ралі Куяльник       | Клас 12 | Василь Ростоцький       | Віктор Балін        | Mitsubishi Galant VR-4    |
| 29.09-01.10 | Ралі Київ           | Клас 7  | Михайло Аверін          | Юрій Горлачов       | ЗАЗ-1102                  |
| 29.09-01.10 | Ралі Київ           | Клас 8  | Валерій Разумовський    | Руслан Железко      | ВАЗ-2108                  |
| 29.09-01.10 | Ралі Київ           | Клас 12 | Олександр Салюк-старший | Сергій Томчані      | Ford Escort RS Cosworth   |
| 20-22.10    | Ралі Чумацький Шлях | Клас 7  | Анатолій Лакушев        | Валерій Тонкошкур   | ЗАЗ-1102                  |
| 20-22.10    | Ралі Чумацький Шлях | Клас 8  | Валерій Разумовський    | Руслан Железко      | ВАЗ-2108                  |
| 20-22.10    | Ралі Чумацький Шлях | Клас 12 | Володимир Петренко      | Євген Леонов        | Lancia Delta HF Integrale |

## Призери чемпіонату

### Клас 7
Автомобілі з робочим обсягом двигуна до 1300 см. куб. 
| Місце | Пілот                 | Місто     | Набрані очки на етапах | Набрані очки на етапах | Набрані очки на етапах | Сума | Результат |
| Місце | Пілот                 | Місто     | 1                      | 2                      | 3                      | Сума | Результат |
| ----- | --------------------- | --------- | ---------------------- | ---------------------- | ---------------------- | ---- | --------- |
| 1     | Олександр Андріященко | Одеса     | 20                     | 15                     | 0                      | 35   | 35        |
| 2     | Михайло Аверін        | Запоріжжя | 0                      | 20                     | 8                      | 28   | 28        |
| 3     | Вадим Ясинський       | Київ      | 15                     | 12                     | 12                     | 39   | 27        |

### Клас 8
Автомобілі з робочим обсягом двигуна до 1600 см. куб. 
| Місце | Пілот                | Місто            | Набрані очки на етапах | Набрані очки на етапах | Набрані очки на етапах | Сума | Результат |
| Місце | Пілот                | Місто            | 1                      | 2                      | 3                      | Сума | Результат |
| ----- | -------------------- | ---------------- | ---------------------- | ---------------------- | ---------------------- | ---- | --------- |
| 1     | Валерій Разумовський | Дніпродзержинськ | 0                      | 20                     | 20                     | 40   | 40        |
| 2     | Віктор Розиграєв     | Київ             | 0                      | 10                     | 15                     | 25   | 25        |
| 3     | Андрій Александров   | Одеса            | 0                      | 15                     | 0                      | 15   | 15        |

### Клас 12
Автомобілі з робочим обсягом двигуна до 3500 см. куб. 
| Місце | Пілот                   | Місто       | Набрані очки на етапах | Набрані очки на етапах | Набрані очки на етапах | Сума | Результат |
| Місце | Пілот                   | Місто       | 1                      | 2                      | 3                      | Сума | Результат |
| ----- | ----------------------- | ----------- | ---------------------- | ---------------------- | ---------------------- | ---- | --------- |
| 1     | Василь Ростоцький       | Львів       | 20                     | 15                     | 6                      | 41   | 35        |
| 2     | Павло Гайдук            | Біла Церква | 0                      | 10                     | 15                     | 25   | 25        |
| 3     | Олександр Салюк-старший | Київ        | 0                      | 20                     | 0                      | 20   | 20        |

### Територіальні автоклуби
| Місце | Клуб            | Місто | Набрані очки на етапах | Набрані очки на етапах | Набрані очки на етапах | Сума | Результат |
| Місце | Клуб            | Місто | 1                      | 2                      | 3                      | Сума | Результат |
| ----- | --------------- | ----- | ---------------------- | ---------------------- | ---------------------- | ---- | --------- |
| 1     | Одеський АК     | Одеса | 39                     | 50                     | 45                     | 134  | 134       |
| 2     | КРАК "Славутич" | Київ  | 25                     | 44                     | 50                     | 119  | 119       |
| 3     | Галицький АК    | Львів | 28                     | 23                     | 18                     | 69   | 69        |

### Клубні команди
| Місце | Команда                 | Місто       | Набрані очки на етапах | Набрані очки на етапах | Набрані очки на етапах | Сума | Результат |
| Місце | Команда                 | Місто       | 1                      | 2                      | 3                      | Сума | Результат |
| ----- | ----------------------- | ----------- | ---------------------- | ---------------------- | ---------------------- | ---- | --------- |
| 1     | Інтер Спорт Сервіс      | Одеса       | 24                     | 35                     | 30                     | 89   | 89        |
| 2     | Кременчугнафтооргсінтез | Львів       | 28                     | 30                     | 6                      | 64   | 64        |
| 3     | СК Рось                 | Біла Церква | 10                     | 10                     | 15                     | 35   | 35        |

## Іноземні учасники
В чемпіонаті України з ралі 1995 року вперше взяли участь спортсмени іноземного походження – грецькі пілоти Деметріс Пантазіс та Панайотіс Сакулас, які стартували в Ралі «Чумацький Шлях» на автомобілі Lancia Delta HF Integrale. Вони офіційно вважались учасниками чемпіонату, оскільки виступали з українськими спортивними ліцензіями.  

## Статистика

### Кількість учасників
| Залік   | Перші пілоти | Другі пілоти |
| ------- | ------------ | ------------ |
| Клас 7  | 13           | 12           |
| Клас 8  | 8            | 8            |
| Клас 12 | 16           | 17           |

### Переможці спецділянок
| Пілот                   | Виграні СД |
| ----------------------- | ---------- |
| Олександр Салюк-старший | 10         |
| Василь Ростоцький       | 7          |
| Володимир Петренко      | 5          |
| Павло Гайдук            | 4          |
| Валерій Разумовський    | 2          |
| Михайло Аверін          | 2          |
| Юрій Железко            | 2          |
| Андрій Александров      | 1          |

## Цікаві факти
- Чемпіонат 1995 року став другим і останнім в історії українського ралі, в якому жоден з пілотів-переможців в абсолюті не виграв більше одного етапу.

- Чемпіонат 1995 року став одним з двох сезонів українського ралі, в якому перемагали пілоти на автомобілях Mitsubishi, Ford та Lancia. Вдруге таке відбулось в 1998 році, після чого більше не повторювалось.